# سيمون كورفر
سيمون كورفر (بالهولندية: Simon Korver)‏ هو متسابق يخت هولندي، ولد في 11 يونيو 1940 في أمستردام في هولندا.

## وصلات خارجية
- سيمون كورفر على موقع أوليمبيديا (الإنجليزية)